# Mokrine (Czarnogóra)
Mokrine (cyr. Мокрине) – wieś w Czarnogórze, w gminie Herceg Novi. W 2011 roku liczyła 85 mieszkańców.